# Avan (Överkalix socken, Norrbotten)
Avan är en sjö i Överkalix kommun i Norrbotten och ingår i Kalixälvens huvudavrinningsområde. Sjön har en area på 0,0668 kvadratkilometer och ligger 44,1 meter över havet.

## Delavrinningsområde
Avan ingår i det delavrinningsområde (738970-181051) som SMHI kallar för Vid mätstation Röduppsholmen. Medelhöjden är 99 meter över havet och ytan är 26,12 kvadratkilometer. Räknas de 532 avrinningsområdena uppströms in blir den ackumulerade arean 9 998,54 kvadratkilometer. Avrinningsområdets utflöde Kalixälven (Kaitumälven) mynnar i havet. Avrinningsområdet består mestadels av skog (78 procent). Avrinningsområdet har 1,59 kvadratkilometer vattenytor vilket ger det en sjöprocent på 6,1 procent.